# Івниця (зупинний пункт)
І́вниця — пасажирський зупинний пункт Коростенської дирекції Південно-Західної залізниці (Україна), розміщений на дільниці Житомир — Фастів I між зупинним пунктом Града (відстань — 7 км) і станцією Степок (4 км). Відстань до ст. Житомир — 30 км, до ст. Фастів I — 71 км.
Розташований на південний околиці однойменного села Житомирського району.
Відкритий у 1980 році. У 2011 році дільниця Житомир — Фастів I електрифікована.